# بيل باور
بيل باور (بالإنجليزية: Bill Bower)‏ (17 نوفمبر 1911 في المملكة المتحدة - 1 ديسمبر 1998 في المملكة المتحدة) هو لاعب كرة قدم بريطاني (وحمل سابقاً جنسية المملكة المتحدة لبريطانيا العظمى وأيرلندا) في مركز الظهير. لعب مع بولتون واندررز وكولتشستر يونايتد ونادي ساوثيند يونايتد ونادي ميلوول ونادي ألدرشوت وNew Brighton A.F.C. ‏ وSouth Liverpool F.C. ‏ وSudbury Town F.C. ‏.